# イグナシオ・フィデレフ
イグナシオ・フィデレフ（Ignacio David Fideleff, 1989年7月4日 - ）は、アルゼンチン・ロサリオ出身の元サッカー選手。現役時代のポジションはDF（センターバック）。アルゼンチン生まれだが、両親はユダヤ系ロシア人である。アルゼンチン、ロシア、イスラエル、イタリアの市民権を持つ。

## 経歴

### クラブ
ニューウェルズ・オールドボーイズのユース出身で、2008年にトップチームデビューを果たし、そのデビュー戦となったCAラヌース戦でいきなりゴールを決めている。
ニューウェルズで4シーズン半を過ごし、2011年8月にイタリアのSSCナポリへ移籍。2012年夏には買取オプション付きレンタルでパルマFCへ移った。2013年1月30日に自身がルーツを持つイスラエルのマッカビ・テルアビブFCへ1年半のレンタル移籍の形で移籍。